# Llista d'illes per població
Aquesta és una llista de les illes del món ordenades per població. S'inclouen totes les illes amb una població superior a 1.000.000 d'habitants. Per a comparar, també s'inclouen les masses continentals.

## Masses continentals
1. Àfrica-Euràsia – 5.000.000.000 d'habitants
2. Amèrica – 900.000.000 d'habitants
3. Austràliaa – 20.200.000 d'habitants
4. Antàrtidab – Deshabitada

## Illes
| Pos. | Illa                   | País/països                             | Població            | Destacat                                            | Més                                                |
| ---- | ---------------------- | --------------------------------------- | ------------------- | --------------------------------------------------- | -------------------------------------------------- |
| 1    | Java                   | Indonèsia                               | 124.000.000 (2005)c | Illa més poblada de Indonèsia, d'Àsia i del món     |                                                    |
| 2    | Honshū                 | Japó                                    | 103.000.000 (2005)d | Illa més poblada del Japó                           | 2a d'Àsia                                          |
| 3    | Gran Bretanya          | Regne Unit                              | 57.100.000 (2001)   | Illa més poblada del Regne Unit i d'Europa          |                                                    |
| 4    | Sumatra                | Indonèsia                               | 45.000.000 (2005)e  |                                                     | 2a de Indonèsia i 3a d'Àsia                        |
| 5    | Luzon                  | Filipines                               | 39.500.000 (2000)f  | Illa més poblada de les Filipines                   | 4a d'Àsia                                          |
| 6    | Taiwan                 | República de la Xina (Taiwan)           | 23.232.125 (2012)   | Illa més poblada de la República de la Xina         | 5a d'Àsia                                          |
| 7    | Sri Lanka              | Sri Lanka                               | 20.700.000 (2005)   |                                                     | 6a d'Àsia                                          |
| 8    | Madagascar             | Madagascar                              | 18.600.000 (2005)   | Illa més poblada d'Àfrica                           |                                                    |
| 9    | Hispaniola             | República Dominicana i Haití            | 17.400.000 (2005)   | Illa més poblada d'Amèrica                          |                                                    |
| 10   | Mindanao               | Filipines                               | 16.825.000 (2000)g  |                                                     | 2a de les Filipines i 7a d'Àsia                    |
| 11   | Borneo                 | Indonèsia. Malàisia i Brunei            | 16.000.000 (2000)h  |                                                     | 8a d'Àsia                                          |
| 12   | Cèlebes (Sulawesi)     | Indonèsia                               | 16.000.000 (2005)i  |                                                     | 9a d'Àsia                                          |
| 13   | Kyūshū                 | Japó                                    | 13.350.000 (2005)j  |                                                     | 2a del Japó i 10a d'Àsia                           |
| 14   | Salsette               | Índia                                   | 13.175.000 (2001)k  | Illa més poblada de l'Índia                         | 11a d'Àsia                                         |
| 15   | Cuba                   | Cuba                                    | 11.075.000 (2002)   | Illa més poblada de Cuba                            | 2a d'Amèrica                                       |
| 16   | Hainan                 | República Popular de la Xina            | 7.620.000 (2000)l   | Illa més poblada de la República Popular de la Xina | 12a d'Àsia                                         |
| 17   | Long Island            | Estats Units                            | 7.536.000 (2005)    | Illa més poblada dels Estats Units                  | 3a d'Amèrica                                       |
| 18   | Nova Guinea            | Papua Nova Guinea i Indonèsia           | 6.400.000 (2000)m   |                                                     | 13a d'Àsia                                         |
| 19   | Hokkaidō               | Japó                                    | 5.625.000 (2005)    |                                                     | 3a del Japó i 14a d'Àsia                           |
| 20   | Irlanda                | República d'Irlanda i Regne Unit        | 5.600.000 (2002)    |                                                     | 2a d'Europa                                        |
| 21   | Sicília                | Itàlia                                  | 4.950.000 (2001)    | Illa més poblada d'Itàlia                           | 3a d'Europa                                        |
| 22   | Pulau Ujong (Singapur) | Singapur                                | 4.326.000 (2005)    | Illa més poblada de Singapur                        | 15a d'Àsia                                         |
| 23   | Shikoku                | Japó                                    | 4.100.000 (2005)    |                                                     | 4a del Japó i 16a d'Àsia                           |
| 24   | Puerto Rico            | Puerto Rico, Estats Units               | 3.800.000 (2000)    |                                                     | 4a d'Amèrica                                       |
| 25   | Negros                 | Filipines                               | 3.700.000 (2000)    |                                                     | 3a de les Filipines i 17a d'Àsia                   |
| 26   | Madura                 | Indonèsia                               | 3.525.000 (2005)    |                                                     | 18a d'Àsia                                         |
| 27   | Panay                  | Filipines                               | 3.500.000 (2000)q   |                                                     | 4a de les Filipines i 19a d'Àsia                   |
| 28   | Bali                   | Indonèsia                               | 3.380.000 (2005)    |                                                     | 20a d'Àsia                                         |
| 29   | Cebú                   | Filipines                               | 3.350.000 (2000)    |                                                     | 5a de les Filipines i 21a d'Àsia                   |
| 30   | Illa del Nord          | Nova Zelanda                            | 3.059.421 (2006)    | Illa més poblada de Nova Zelanda i d'Oceania        |                                                    |
| 31   | Jamaica                | Jamaica                                 | 2.650.000 (2005)    | Illa més poblada de Jamaica                         | 5a d'Amèrica                                       |
| 32   | Lombok                 | Indonèsia                               | 2.536.000 (2004)    |                                                     | 22a d'Àsia                                         |
| 33   | Zhongshan Dao          | República Popular de la Xina            | 2.275.000 (2002)o   |                                                     | 2a de la República Popular de la Xina i 23a d'Àsia |
| 34   | Sjælland               | Dinamarca                               | 2.275.000 (2005)    | Illa més poblada de Dinamarca                       | 4a d'Europa                                        |
| 35   | Illa de Timor          | Indonèsia i Timor-Leste                 | 2.220.000 (2000)p   |                                                     | 24a d'Àsia                                         |
| 36   | Leyte                  | Filipines                               | 1.950.000 (2000)    |                                                     | 6a de les Filipines i 25a d'Àsia                   |
| 37   | Illa de Mont-real      | Canadà                                  | 1.800.000 (2001)    | Illa més poblada del Canadà                         | 6a d'Amèrica                                       |
| 38   | Dakhin Shahbazpur      | Bangladesh                              | 1.675.000 (2001)n   | Illa més poblada de Bangladesh                      | 26a d'Àsia                                         |
| 39   | Sardenya               | Itàlia                                  | 1.625.000 (2001)    |                                                     | 2a d'Itàlia i 5a d'Europa                          |
| 40   | Flores                 | Indonèsia                               | 1.600.000 (2003)    |                                                     | 27a d'Àsia                                         |
| 41   | Manhattan              | Estats Units                            | 1.593.000 (2005)    |                                                     | 2a dels Estats Units i 7a d'Amèrica                |
| 42   | Sumbawa                | Indonèsia                               | 1.540.000 (2004)    |                                                     | 28a d'Àsia                                         |
| 43   | Samar                  | Filipines                               | 1.500.000 (2000)r   |                                                     | 7a de les Filipines i 29a d'Àsia                   |
| 44   | Illa de Hong Kong      | Hong Kong, República Popular de la Xina | 1.335.000 (2001)    |                                                     | 30a d'Àsia                                         |
| 45   | Illa d'Okinawa         | Japó                                    | 1.250.000 (2005)    |                                                     | 4a del Japó i 31a d'Àsia                           |
| 46   | Maurici                | Maurici                                 | 1.245.000 (2005)    | Illa més poblada de Maurici                         | 2a d'Àfrica                                        |
| 47   | Bohol                  | Filipines                               | 1.137.000 (2000)    |                                                     | 8a de les Filipines i 32a d'Àsia                   |
| 48   | São Luís (Maranhão)    | Brasil                                  | 1.075.000 (2000)    | Illa més poblada del Brasil                         | 8a d'Amèrica                                       |
| 49   | Mindoro                | Filipines                               | 1.062.000 (2000)    |                                                     | 9a de les filipines i 33a d'Àsia                   |
| 50   | Trinitat               | Trinitat i Tobago                       | 1.030.000 (2000)    | Illa més poblada de Trinitat i Tobago               | 9a d'Amèrica                                       |